# Cicaré CH-7B
El CICARE 7B es un helicóptero monoplaza experimental de uso deportivo. Está fabricado íntegramente con materiales aeronáuticos, la estructura está fabricada con tubos de acero AISI4130 y las palas son fabricadas en materiales compuestos. La planta motriz utilizada es Rotax 912 ULS de 100 HP.

## Características Técnicas
Referencia datos: www.cicare.com.ar/es-ch-7b.html

### Características generales
- Tripulación: 1
- Longitud: 5,7 m (18,6 ft)
- Diámetro rotor principal: 6,3 m (20,6 ft)
- Altura: 2,2 m (7,3 ft)
- Área circular: 40,2 m² (432,2 ft²)
- Peso vacío: 260 kg (573 lb)
- Peso máximo al despegue: 430 kg (947,7 lb)
- Planta motriz: 1×  Rotax 912 ULS.
  - Potencia: 75 kW (100 HP; 101 CV)

### Rendimiento
- Velocidad nunca excedida (Vne): 194 km/h (121 MPH; 105 kt)
- Velocidad crucero (Vc): 150 km/h (93 MPH; 81 kt)
- Alcance: 2,5 Hrs
- Techo de vuelo: 3000 m (9843 ft)
- Régimen de ascenso: 7 m/s (1378 ft/min)

## Desarrollos relacionados
- CH-7T
- CH-12
- CH-14